# Platismatia lacunosa
Platismatia lacunosa är en lavart som först beskrevs av Erik Acharius, och fick sitt nu gällande namn av W. L. Culb. & C. F. Culb. Platismatia lacunosa ingår i släktet Platismatia och familjen Parmeliaceae.   Inga underarter finns listade i Catalogue of Life.